# Michael Sam
Michael Alan Sam, Jr (* 7. Januar 1990 in Houston, Texas) ist ein US-amerikanischer Canadian-Football- und American-Football-Spieler auf der Position des Defensive Ends. Er spielte College Football von 2009 bis 2013 für die Missouri Tigers, der University of Missouri. Dort wurde er 2013 zum All-American und Southeastern Conference Defensive Player of the Year (Verteidiger des Jahres) gewählt.
Seit 2024 trainiert er die Defensive Line der Panthers Wrocław in der European League of Football.

## College
Mit seiner Mannschaft gewann er in der Saison 2013 zwölf Spiele bei nur zwei Niederlagen. Am 3. Januar 2014 folgte dann in seinem letzten Spiel für die Tigers ein 41:31-Sieg im Cotton Bowl gegen die Cowboys der Oklahoma State University. Oklahoma lag eine Minute vor Schluss nur drei Punkte zurück und war nur noch 27 Yards von der Endzone der Tigers entfernt (ein Field Goal hätte den Ausgleich gebracht), als Michael Sam bei einem Sack einen Fumble erzwang, der von seinen Teamkollegen Shane Ray 73 Yards zum Sieg sichernden Touchdown zurückgetragen wurde.
Aufgrund seiner Erfolge nahm er am Senior Bowl im Januar 2014 teil, einem All-Star-Spiel mit Kandidaten für eine Profikarriere. Dabei wurde er für seine gewohnte Position als Defensive End als zu klein und schwach eingestuft und als Outside Linebacker eingesetzt, wo er nicht überzeugen konnte. Eine ähnliche Umstellung wurde bei Björn Werner versucht, der nach Erfolgen als DE am College in der ersten Runde von den Indianapolis Colts gedraftet wurde, dort sich aber als OLB nicht durchsetzen konnte.

## Profikarriere
Am 10. Februar 2014 erklärte er homosexuell zu sein, was ein großes Medienecho auslöste.

### National Football League
Sam nahm im Februar 2014 am Schautraining NFL Scouting Combine teil, wo seine Resultate als enttäuschend eingestuft wurden, als zu klein für DE und zu langsam für OLB. Nach einem weiteren öffentlichen Training wurde er im Bereich 12. bis 25. unter Defensive Ends eingestuft.
Sam nahm am NFL Draft 2014 teil. Durch sein Outing und seine Leistungen wurde ihm nur noch eine späte Wahl, in einer der letzten Runden, vorhergesagt, obwohl er ursprünglich als Drittrundenpick eingeschätzt wurde. Letztendlich wählten ihn die St. Louis Rams an 249. Stelle und damit in der siebten Runde. Somit wurde Sam der erste öffentlich homosexuelle, aktive Profi in der National Football League (NFL), wozu ihm unter anderen U.S.-Präsident Barack Obama beglückwünschte.
Sam spielte in allen vier Vorbereitungsspielen, erzielte 11 Tackles und 3 Sacks, u. a. gegen QB Johnny Manziel, wurde aber bei der Verkleinerung des Kaders auf die erlaubten 53 Spieler entlassen. Die Rams behielten lieber den vielseitig einsetzbaren, größeren, schwereren und auf 40 yard 0.2 Sekunden schnelleren ungedrafteten Ethan Westbrooks als neunten defensiven Lineman anstatt Sam, der nur auf der Position des linken DE agierte.
Am 3. September 2014 nahmen ihn die Dallas Cowboys in ihrem Practice Squad unter Vertrag, aus dem sie ihn bereits am 21. Oktober 2014 wieder entließen.
Anfang 2015 wurde für bereits NFL-erfahrene Spieler ohne Vertrag das Schautraining NFL Veteran Combine veranstaltet, wo Sam beim 40-Yard-Sprint mit 4.99 Sekunden noch ein Zehntel langsamer war als im Vorjahr.

### Canadian Football League
Sam wechselte im Mai 2015 nach Kanada in die CFL zu den Montreal Alouettes und gab im August sein Profidebüt. Bald verließ er die Alouettes und nahm eine Auszeit, da er laut eigenen Aussagen „emotional kaum in der Lage sei“, auf höchstem Niveau Football zu spielen, und zudem nur widerwillig nach Kanada gegangen sei.

### European League of Football
Am 11. April 2022 wurde zunächst bekannt, dass Sam bei den Barcelona Dragons in der European League of Football (ELF) die Defensive Line trainieren werde. Knapp zwei Monate später, am 1. Juni 2022, gaben die Dragons bekannt, dass Sam wieder als Defensive End spielen werde und bei ihnen einen Vertrag unterschrieben habe.